# Euphorbia evansii
Euphorbia evansii ist eine Pflanzenart aus der Gattung Wolfsmilch (Euphorbia) in der Familie der Wolfsmilchgewächse (Euphorbiaceae).

## Beschreibung
Die sukkulente Euphorbia evansii bildet bis 10 Meter hohe Bäume aus, deren Stämme sich mehrfach verzweigen. Die scharf drei- bis vierkantigen Zweige sind in endständigen Büscheln angeordnet und werden 1,5 Zentimeter breit. Sie haben keine Einschnürungen und sind an den Kanten in einem Abstand von bis zu 2 Zentimeter mit buchtigen Zähnen besetzt. Die verlängerten Dornschildchen stehen einzeln und die Dornen werden bis 6 Millimeter lang.

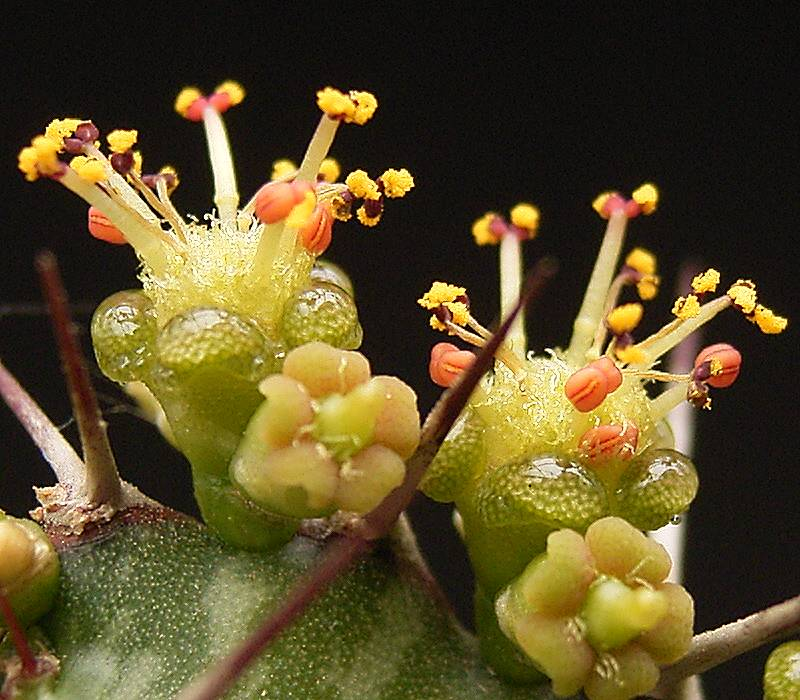
Blüten

Der Blütenstand besteht aus einzelnen, einfachen und nahezu sitzenden Cymen. Die Cyathien erreichen einen Durchmesser von bis 4 Millimeter und die länglichen Nektardrüsen berühren sich. Die deutlich gelappte Frucht wird etwa 6 Millimeter groß und steht an einem gekrümmten und 5 Millimeter langen Stiel. Die nahezu kugelförmigen Samen werden 2,5 Millimeter groß und haben eine glatte Oberfläche.

## Verbreitung und Systematik
Euphorbia evansii ist in den südafrikanischen Provinzen Ostkap, Mpumalanga und KwaZulu-Natal verbreitet.
Die Erstbeschreibung der Art erfolgte 1909 durch Ferdinand Albin Pax.